# León (Španělsko)
León (v leónštině a asturštině Llión) je město na severozápadě Španělska, středisko provincie León, součásti autonomního společenství Kastilie a León.
Přestože león znamená ve španělštině lev (který je také dominantou městského znaku a vlajky), název pochází od latinského slova legio (legie). Město bylo založeno roku 79 př. n. l. jakožto ležení VI. římské legie a ve stálé sídlo se vyvinulo roku 68 s příchodem VII. legie vedené efemérním císařem Galbou. Ve středověku pak bylo hlavním městem království León, svého času nejdůležitějšího křesťanského státu na Iberském poloostrově.
V roce 2013 žilo v Leónu přes 130 000 obyvatel, v metropolitní oblasti kolem 205 000. León je známý především svou gotickou katedrálou a románskou bazilikou sv. Isidora.
León je také železničním uzlem, odkud vedou tratě do Palencie, Monforte de Lemos (Galicie) a Ovieda (Asturie) a úzkorozchodná trať do Bilbaa (Baskicko).

## Pamětihodnosti
- Casa de los Botines, modernistická stavba, kterou navrhl a vystavěl architekt Antoni Gaudí.
- Divadlo Trianón, bývalá divadelní budova, kterou postavil architekt Javier Sanz. Je zapsána na seznamu španělských kulturních památek.
- Katedrála Panny Marie, hlavní katolický chrám města León. Proslulá svými velkými okny s vitrážemi.

## Sport
- Cultural y Deportiva Leonesa – fotbalový klub

## Osobnosti
- Svatý Martin z Leónu (asi 1130–1203), španělský kněz
- Moše z Leónu (asi 1250–1305), židovský rabín a kabalista
- Juan Ponce de León (1474–1521), conquistador, objevitel Floridy a Bahamských ostrovů
- Buenaventura Durruti (1896–1936), anarchista a politik

## Partnerská města
- Bragança, Portugalsko
- Dublin, Irsko
- León, Mexiko
- Porto, Portugalsko
- Voroněž, Rusko